# Brentwood Bay

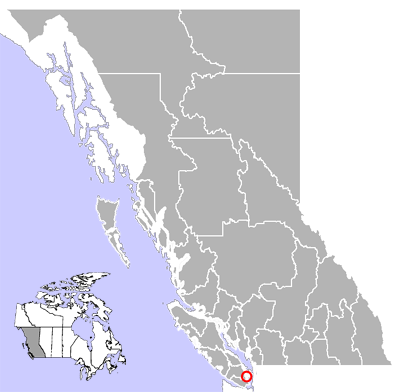
Liggingskaart

Brentwood Bay is een klein dorp in Canada. Het ligt in de districtsgemeente Central Saanich op het Saanich Peninsula in de provincie Brits-Columbia. Het dorp ligt ten noorden van de stad Victoria, ten oosten van Willis Point en ten zuiden van Sidney.

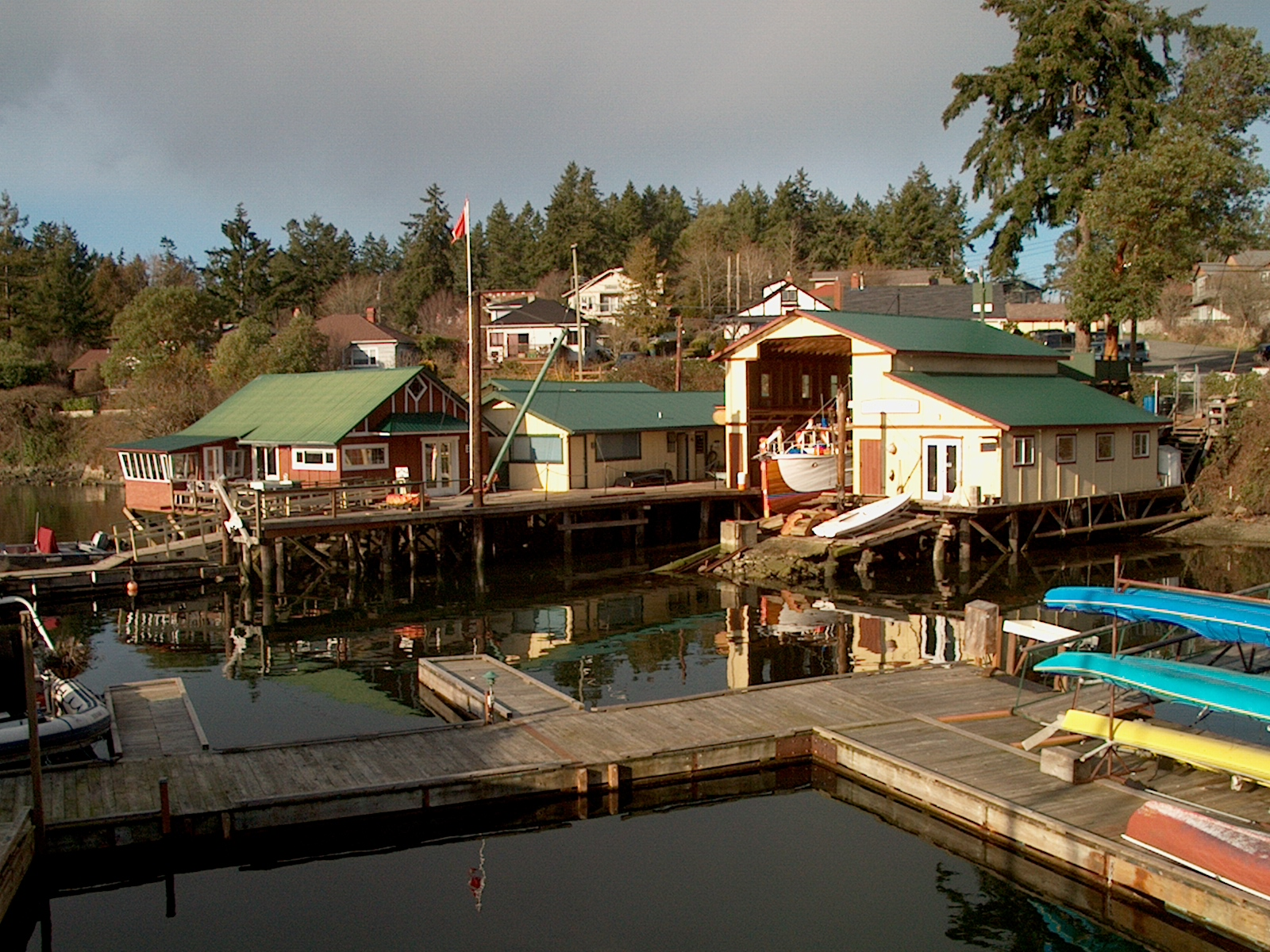
Zicht vanaf de veerboothaven in Brentwood Bay

Het dorp ligt aan de Saanich Inlet en de Tod Inlet, en heeft een veerboothaven met een verbinding naar Mill Bay. De regio heeft ook verschillende wijnhuizen en restaurants, en biedt meerdere wandelmogelijkheden en heeft een variëteit aan wilde dieren in het Gowlland Tod Provincial Park.
Het dorp heette oorspronkelijk Sluggett, vernoemd naar een vroege kolonist. Het dorp werd later hernoemd tot Brentwood Bay naar de stad Brentwood in het Britse Essex.

## Op film
- Black Point met David Caruso uit 2001
- The Mermaid Chair met Kim Basinger uit 2004
- Gracepoint televisieserie uit 2014 - Remake van UK Broadchurch 2013
- Maid - 2021